# Puerto Octay
Puerto Octay é uma comuna chilena, localizada na Província de Osorno, Região de Los Lagos.
A comuna limita-se: a norte com Puyehue e Osorno; a oeste com Río Negro e Purranque;  a leste com Puerto Varas; e a sul com Puerto Varas e Frutillar (ambas na Província de Llanquihue).
Os principais centros urbanos da comuna são Puerto Octay e Las Cascadas.
Integra junto com as comunas de Puyehue, Río Negro, Purranque, Fresia, Frutillar, Llanquihue, Puerto Varas e Los Muermos o Distrito Eleitoral N° 56 e pertenece à 17ª Circunscrição Senatorial (Los Lagos).

## História
Sua origem se remonta à colonização alemã em 1852 impulsionada por Bernardo Philippi e Vicente Pérez Rosales. Com o passar do tempo se transformou em um dos portos mais importantes do lago Llanquihue.
Em 22 de dezembro de 1891 foi elevada à categoria de comuna sob a Presidencia da República de Don Jorge Montt.